# Santa Lucía, Cacahoatán
Santa Lucía är en ort i Mexiko.   Den ligger i kommunen Cacahoatán och delstaten Chiapas, i den sydöstra delen av landet, 900 km sydost om huvudstaden Mexico City. Santa Lucía ligger 539 meter över havet och antalet invånare är 128.
Terrängen runt Santa Lucía är huvudsakligen kuperad, men åt nordost är den bergig. Runt Santa Lucía är det tätbefolkat, med 570 invånare per kvadratkilometer. Närmaste större samhälle är Tapachula, 15,8 km sydväst om Santa Lucía. I omgivningarna runt Santa Lucía växer i huvudsak städsegrön lövskog.